# Overath
Overath je město v Německu v Severním Porýní-Vestfálsku. Leží přibližně pětadvacet kilometrů na východ od Kolína nad Rýnem v údolí Aggeru. V současnosti má zhruba 27 tisíc obyvatel.
První zmínka o městě je z roku 1060, kdy je známo pod jménem Achera (podle názvu řeky Agger). Okolo roku 1280 je už známo jako Ouerode, v roce 1304 jako Ovverode, v roce 1582 jako Overadt a později už jako Overath.